# Mike Trésor Ndayishimiye
Mike Trésor Ndayishimiye (Amberes, 28 de mayo de 1999) es un futbolista belga que juega como centrocampista en el Burnley F. C. de la Premier League.

## Trayectoria
Debutó en la Eerste Divisie con el NEC Nimega el 21 de septiembre de 2018 en un partido contra el Helmond Sport, como sustituto de Jonathan Okita en el minuto 78.
El 2 de septiembre de 2019 se incorporó al Willem II Tilburg de la Eredivisie de primera categoría en calidad de cedido para la temporada 2019-20. El 30 de octubre marcó un triplete en la victoria por 4-0 contra el Quick Den Haag en la primera ronda de la Copa de los Países Bajos.

## Selección nacional
El 17 de junio de 2023 hizo su debut con la selección de Bélgica en un encuentro de clasificación para la Eurocopa 2024 ante Austria que finalizó en empate a uno.

## Vida personal
Es hijo del exfutbolista internacional burundés Freddy Ndayishimiye.

## Estadísticas

### Clubes
Actualizado al último partido disputado el 11 de mayo de 2024.
| Club                             | Div.          | Temporada     | Liga  | Liga  | Liga   | Copas nacionales | Copas nacionales | Copas nacionales | Copas internacionales | Copas internacionales | Copas internacionales | Total | Total | Total  |
| Club                             | Div.          | Temporada     | Part. | Goles | Asist. | Part.            | Goles            | Asist.           | Part.                 | Goles                 | Asist.                | Part. | Goles | Asist. |
| -------------------------------- | ------------- | ------------- | ----- | ----- | ------ | ---------------- | ---------------- | ---------------- | --------------------- | --------------------- | --------------------- | ----- | ----- | ------ |
| NEC Nimega · Países Bajos        | 2.ª           | 2018-19       | 24    | 7     | 2      | 2                | 0                | 0                | —                     | —                     | —                     | 26    | 7     | 2      |
| NEC Nimega · Países Bajos        | 2.ª           | 2019-20       | 2     | 0     | 0      | 0                | 0                | 0                | —                     | —                     | —                     | 2     | 0     | 0      |
| NEC Nimega · Países Bajos        | Total club    | Total club    | 26    | 7     | 2      | 2                | 0                | 0                | 0                     | 0                     | 0                     | 28    | 7     | 2      |
| Willem II Tilburg · Países Bajos | 1.ª           | 2019-20       | 20    | 5     | 3      | 3                | 4                | 3                | —                     | —                     | —                     | 23    | 9     | 6      |
| Willem II Tilburg · Países Bajos | 1.ª           | 2020-21       | 33    | 4     | 11     | 1                | 0                | 0                | 2                     | 1                     | 1                     | 36    | 5     | 12     |
| Willem II Tilburg · Países Bajos | Total club    | Total club    | 53    | 9     | 14     | 4                | 4                | 3                | 2                     | 1                     | 1                     | 59    | 14    | 18     |
| K. R. C. Genk · Bélgica          | 1.ª           | 2021-22       | 30    | 0     | 7      | 2                | 0                | 0                | 5                     | 0                     | 1                     | 37    | 0     | 8      |
| K. R. C. Genk · Bélgica          | 1.ª           | 2022-23       | 39    | 8     | 24     | 3                | 0                | 0                | —                     | —                     | —                     | 42    | 7     | 24     |
| K. R. C. Genk · Bélgica          | 1.ª           | 2023-24       | 2     | 0     | 0      | 0                | 0                | 0                | 3                     | 1                     | 1                     | 5     | 1     | 1      |
| K. R. C. Genk · Bélgica          | Total club    | Total club    | 71    | 8     | 31     | 5                | 0                | 0                | 8                     | 1                     | 2                     | 84    | 9     | 33     |
| Burnley F. C. Inglaterra         | 1.ª           | 2023-24       | 16    | 0     | 0      | 3                | 0                | 0                | —                     | —                     | —                     | 19    | 0     | 0      |
| Burnley F. C. Inglaterra         | Total club    | Total club    | 16    | 0     | 0      | 3                | 0                | 0                | 0                     | 0                     | 0                     | 19    | 0     | 0      |
| Total carrera                    | Total carrera | Total carrera | 166   | 24    | 47     | 14               | 4                | 3                | 10                    | 2                     | 3                     | 190   | 30    | 53     |